# Bernburg (Saale)
Bernburg é uma cidade da Alemanha, no estado de Saxônia-Anhalt, capital do distrito de Salzlandkreis.
Bernburg é sede e membro do Verwaltungsgemeinschaft de Bernburg.
Bernburg está situada às margens do rio Saale, aproximadamente 30 km de Halle. A cidade é dominada por um enorme castelo renascentista que apresenta um museu e fosso com ursos.
Entre 1940 e 1943, durante a chamada Aktion T4 (um programa nazista de eliminação sistemática de pessoas de raças tidas como inferiores, além de pessoas com deficiência física, doentes ou com idade avançada), foram assassinadas aproximadamente 10.000 pessoas em câmaras de gás de um hospital localizado em Bernburg.
A igreja suburbana de St. Stephen foi mencionada pela primeira vez em 964; a construção atual data aproximadamente de 1150.
Foi capital do principado e posteriormente ducado de Anhalt-Bernburg de 1252 a 1468 e de 1603 a 1863.

## Demografia
Evolução da população (a partir de 1960, populações em 31 de dezembro de cada ano):
| - 1830: 5.995 - 1880: 18.602 - 1889: 27.893 - 1890: 34.418 - 1910: 33.695 - 1919: 33.028 - 1925: 34.631 - 1928: 37.200 - 1946: 53.367 ¹ - 1950: 49.000 ² - 1960: 44.464 - 1965: 45.799 - 1970: 45.367 | - 1975: 43.861 - 1980: 42.262 - 1981: 41.232 - 1984: 40.882 - 1985: 40.786 - 1990: 39.901 - 1995: 35.902 - 2000: 33.825 - 2001: 33.244 - 2002: 32.599 - 2003: 32.618 - 2004: 32.202 - 2007: 32.397 |

Fonte: Website de Bernburg
1 em 29 de outubro

2 em 31 de agosto

## Cidades irmãs
- Anderson, Indiana, EUA, desde 1994
- Fourmies, França, desde 1967
- Rheine, Renânia do Norte-Vestfália, Alemanha, desde 1990
- Tarnowskie Góry, Polônia
- Chomutov, República Checa
- Trakai, Lituânia

## Ligações externas

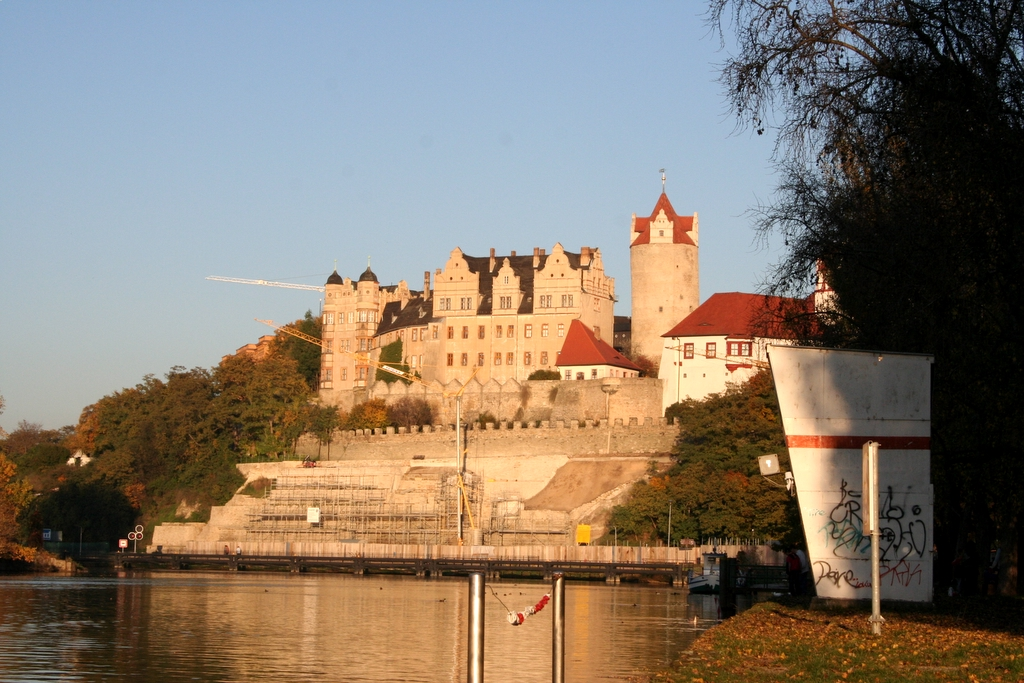
Castelo de Bernburg